# Antoni Edward Fraenkel

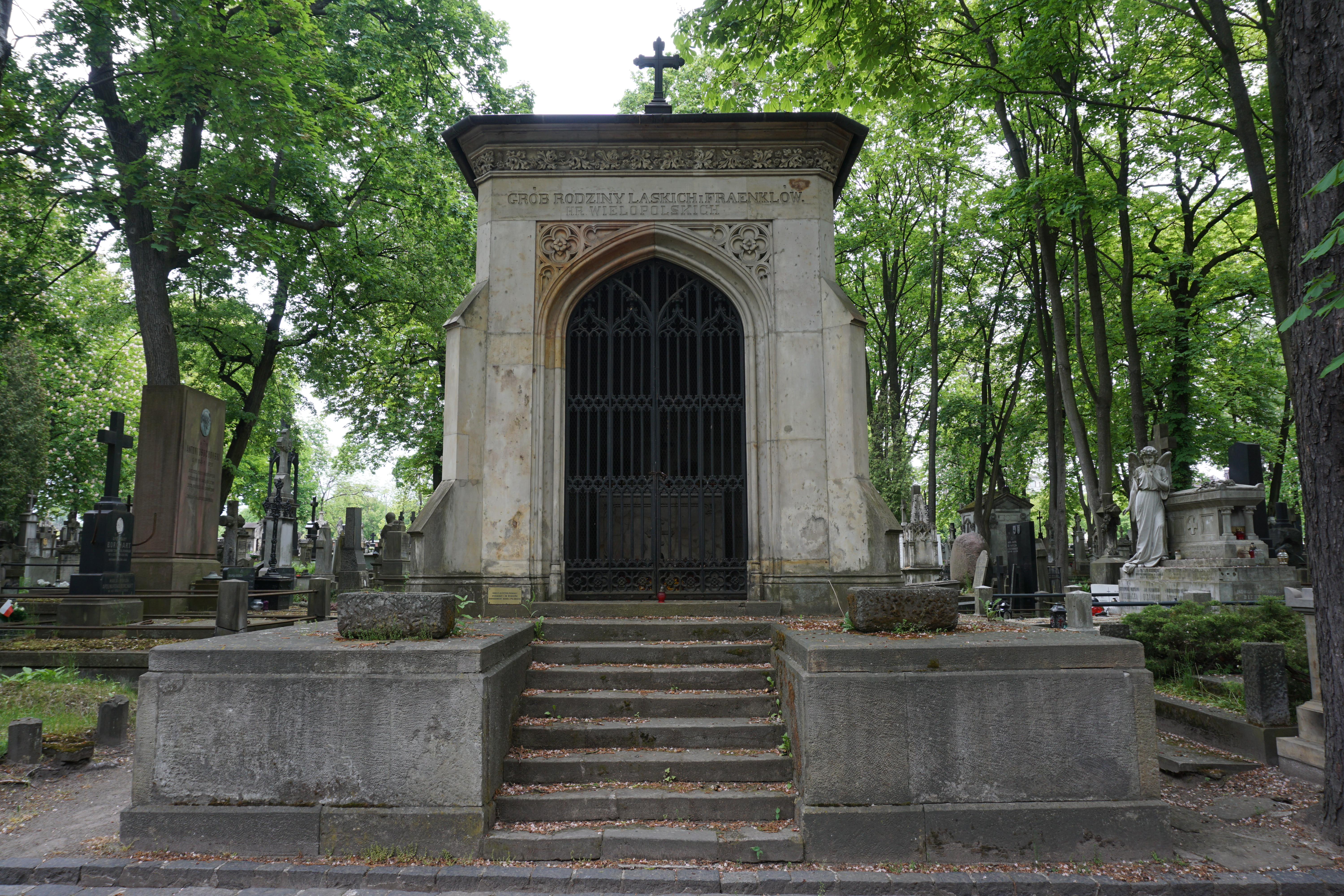
Grób Antoniego Edwarda Fraenkla na cmentarzu Powązkowskim

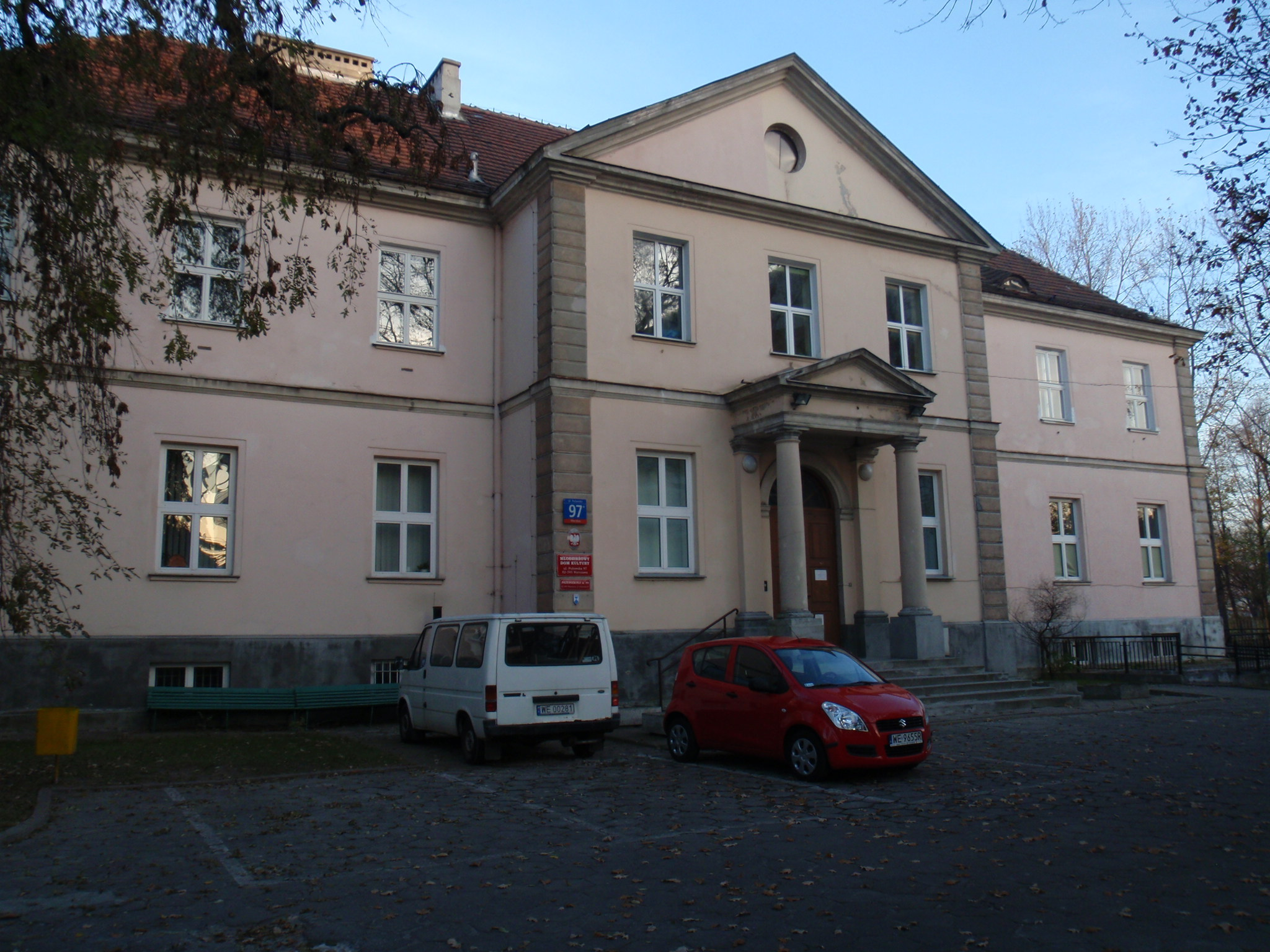
Budynek, w którym mieścił się Instytut Moralnie Zaniedbanych Dzieci, którego kuratorem był Antoni Fraenkel

Antoni Edward Fraenkel (ur. 25 kwietnia 1809 w Warszawie, zm. 30 maja 1883 tamże) – polski kupiec i bankier żydowskiego pochodzenia.

## Życiorys
Urodził się jako syn kupca i bankiera Samuela Fraenkla i Atali Józefy Adolfiny (1776–1850).
Był współwłaścicielem banku działającego pod firmą S.A. Fraenkel, który rozwinął jego ojciec. Działał w kołach gospodarczych, prowadził działalność społeczną: był członkiem Rady Przemysłowej Komisji Rządowej Spraw Wewnętrznych i Duchownych oraz kuratorem Instytutu Moralnie Zaniedbanych Dzieci na Mokotowie.
Jako współtwórca sukcesu przeprowadzonej przez rząd pożyczki wewnętrznej 14 stycznia 1839 został wyróżniony szlachectwem dziedzicznym Królestwa Polskiego, a w 1854 tytułem baronowskim Cesarstwa Rosyjskiego. Ponadto był odznaczony:
- Orderem Świętego Stanisława II klasy[a]
- Orderem Świętego Włodzimierza IV klasy.

Był dwukrotnie żonaty: po raz pierwszy z Bertą Morawską, zaś po raz drugi z Aleksandrą von Essen. Z pierwszego małżeństwa miał syna Mikołaja Jana (ur. 1839).
Został pochowany na cmentarzu Powązkowskim w Warszawie (kwatera 20-3/4-26).